# Breutelia intermedia
Breutelia intermedia là một loài rêu trong họ Bartramiaceae. Loài này được Hampe Besch. mô tả khoa học đầu tiên năm 1872.